# A bérgyilkos (film, 1991)
A bérgyilkos (eredeti cím: The Hitman) 1991-ben bemutatott amerikai akciófilm, melyet Don Carmody, Robert Geoffrion és Galen Thompson forgatókönyvéből Aaron Norris rendezett. A főbb szerepekben Chuck Norris, Michael Parks és Al Waxman látható.
Az Amerikai Egyesült Államokban 1991. október 25-én mutatták be a mozikban.

## Cselekmény
Cliff Garret seattle-i zsarut  egy akció során elárulja és súlyosan megsebesíti korrupt társa, Ronny "Del" Delany.
Garret rövid időre meghal a sürgősségi osztályon, de újraélesztik. A rendőrfőnök utasítására Garretet hivatalosan is halottnak nyilvánítják, és új személyazonosságot kap. Danny Grogan bérgyilkosként beépül Marco Luganni maffiafőnök szervezetébe.
A terv az, hogy Lugannit szembeállítják a francia-kanadai gengszter André Lacombe-bal, ezután mindkét szervezetet egyszerre felszámolják. Két év tervezés után iráni drogkereskedők tűnnek fel a színen és próbálnak háborút provokálni a felek között. Grogan ekkor minden bűnbandát egymás ellen fordít és terve működik is, amíg a múltja hirtelen utol nem éri – a titokban az irániakkal dolgozó Delany felismeri Groganban régi társát. Grogan eközben összebarátkozik egy apa nélkül felnövő fiúval, Tim Murphyvel, akit az iskolában rendszeresen rasszista inzultusok érnek. Megtanítja a fiúnak megvédeni magát és édesanyjával is megismerkedik. 
Delany úgy akarja együttműködésre kényszeríteni Grogant, hogy egy robbanóanyaggal felszerelt székhez kötözi Timet. Delany felrobbantja a bombát, de Grogan és a fiú is túléli a merényletet, de utóbbi súlyos sérülésekkel kórházba kerül.
Grogant halottnak hiszik, Luganni, Lacombe és az irániak a kikötő egyik raktárában találkoznak. Az irániak az olaszok segítségével Delany parancsára lelövik Lacombét és az embereit. Ezután az olaszok, akik ekkor akarták megölni Delanyt és az irániakat, maguk is egy általuk tervezett rajtaütésbe kerülnek és szintén agyonlövik őket. Grogan váratlanul megjelenik a helyszínen. Lövöldözés közben megöli az irániak mindegyikét és legyőzi Delanyt. Grogan hatalmas összegű pénzt hagy Tim kórházi szobájában. Végül, megtorlásul azért, amit Timmel tett, Grogan egy ablakból kilógó székhez kötözve felrobbantja Delanyt, Chambers rendőrfőnök legnagyobb bosszúságára.

## Szereplők
| Színész         | Szerep                               | Magyar hang          | Magyar hang     |
| Színész         | Szerep                               | 1. szinkron          | 2. szinkron     |
| --------------- | ------------------------------------ | -------------------- | --------------- |
| Chuck Norris    | Cliff Garrett nyomozó / Danny Grogan | Vass Gábor           | Jakab Csaba     |
| Michael Parks   | Ronny "Del" Delaney nyomozó          | Koroknay Géza        | Rosta Sándor    |
| Al Waxman       | Marco Luganni                        | Konrád Antal         | Ujlaki Dénes    |
| Alberta Watson  | Christine De Vera                    | Kocsis Mariann       | Tallós Rita     |
| Salim Grant     | Tim Murphy                           | Benedikty Marcell    | Bíró Attila     |
| Ken Pogue       | Chambers százados                    | Szokolay Ottó        | Orosz István    |
| Marcel Sabourin | Andre Lacombe                        | Makay Sándor         | Versényi László |
| Bruno Gerussi   | Nino Scarlini                        | Csikos Gábor         | Kránitz Lajos   |
| Frank Ferrucci  | Shahad                               | Szabó Sipos Barnabás | Bognár Zsolt    |
| James Purcell   | Sal                                  | Varga T. József      | Juhász György   |

## A film készítése
Norris eredetileg a Fifti-fifti című film főszerepéről tárgyalt Charles Martin Smith rendezővel, mielőtt elkötelezte volna magát e film mellett.

## Fordítás
- Ez a szócikk részben vagy egészben  a   The Hitman című angol Wikipédia-szócikk ezen változatának fordításán alapul.  Az eredeti cikk szerkesztőit annak laptörténete sorolja fel. Ez a jelzés csupán a megfogalmazás eredetét és a szerzői jogokat jelzi, nem szolgál a cikkben szereplő információk forrásmegjelöléseként.